# Bahnhof Osaka
Der Bahnhof Osaka (jap. 大阪駅, Ōsaka-eki) befindet sich im Stadtbezirk Kita der japanischen Stadt Osaka in der Präfektur Osaka.

## Linien
Osaka wird von den folgenden Linien bedient:
- JR West Tōkaidō-Hauptlinie (JR Kyōto-Linie)
- JR Fukuchiyama-Linie
- JR Osaka-Kanjō-Linie

## Geschichte

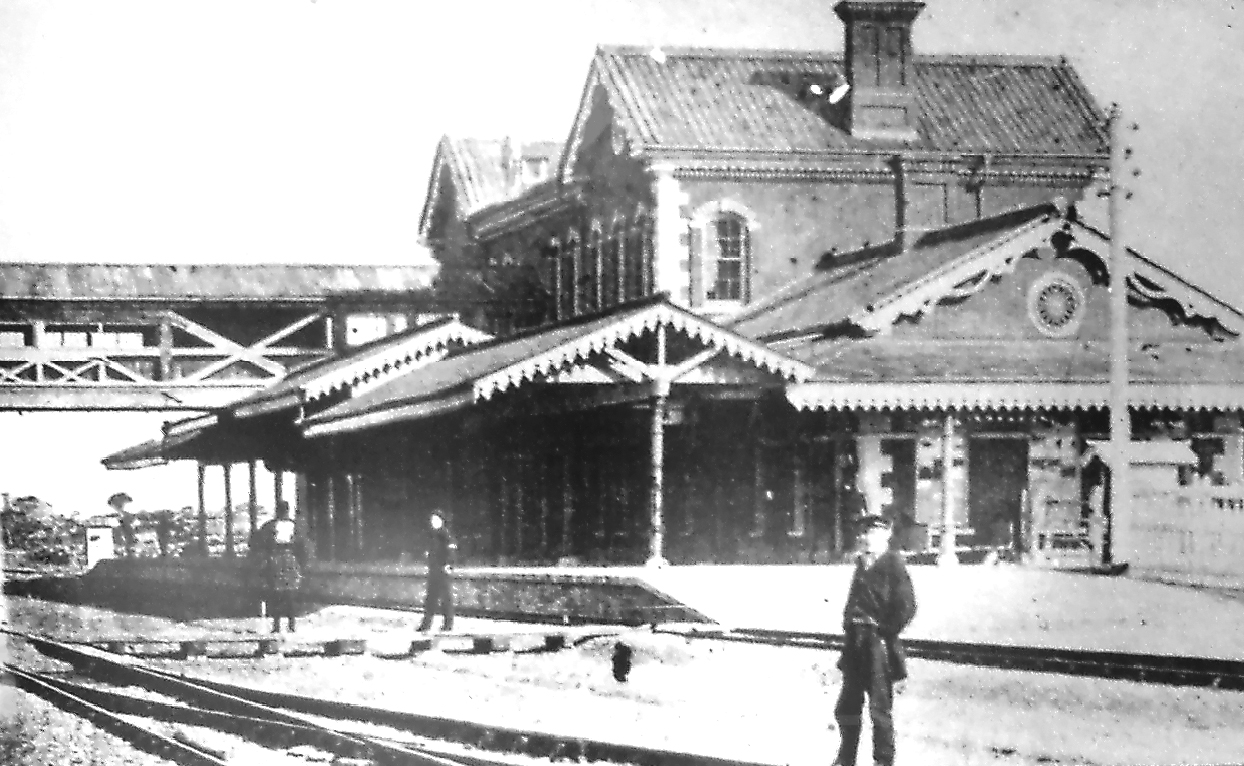
Gebäude 1874

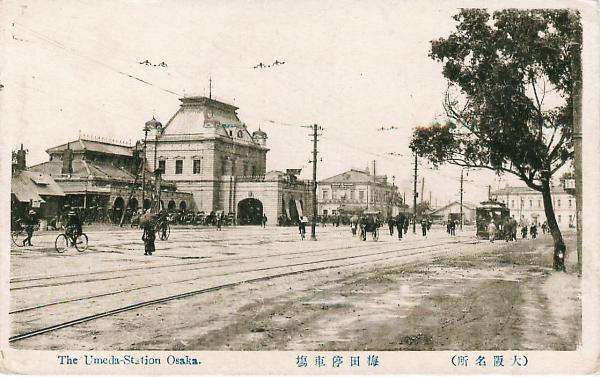
Gebäude 1901

Der Bahnhof Osaka wurde am 11. Mai 1874 als einer der ersten Bahnhöfe in der Region Kinki / Kansai bei der Betriebsaufnahme auf der Strecke von Osaka nach Kōbe eröffnet. Er wurde zusammen mit der Tōkaidō-Hauptstrecke elektrifiziert.
Nach der teilweisen Zerstörung während des Zweiten Weltkrieges dauerte es bis in die späten 1970er beziehungsweise frühen 1980er Jahre, bis die Bahnhofsteile wieder aufgebaut waren. 
In den Jahren 2007 bis 2011 wurde der Bahnhof einer umfassenden Neugestaltung bei laufendem Betrieb unterzogen. Dabei wurde ein Verwaltungsgebäude direkt an den Bahnhof gebaut und über das eigentliche Bahnhofsareal eine große überdachte Halle geschaffen. Das neue Verwaltungsgebäude bietet neben einem neuen Zugang über das ehemalige Güterbahnhofsgelände, welches vorher mittels eines langen Tunnels zu Fuß unterquert werden musste, zusätzliche Geschäftsräume in den unteren Geschossen; die neue Halle ist übersichtlicher gestaltet als das teilweise verworrene Gangsystem aus der Zeit vor der Neugestaltung. Die Neugestaltung erfolgte bei laufendem Bahnhofsbetrieb, was insbesondere während der Rush Hour das sichere und vor Bauschmutz geschützte Durchschleusen enormer Menschenmassen durch die Bahnhofszugänge notwendig machte. Insbesondere in Richtung Yodobashi Camera wurde daher ein oberirdischer Tunnel quasi durch die Baustelle gebaut.

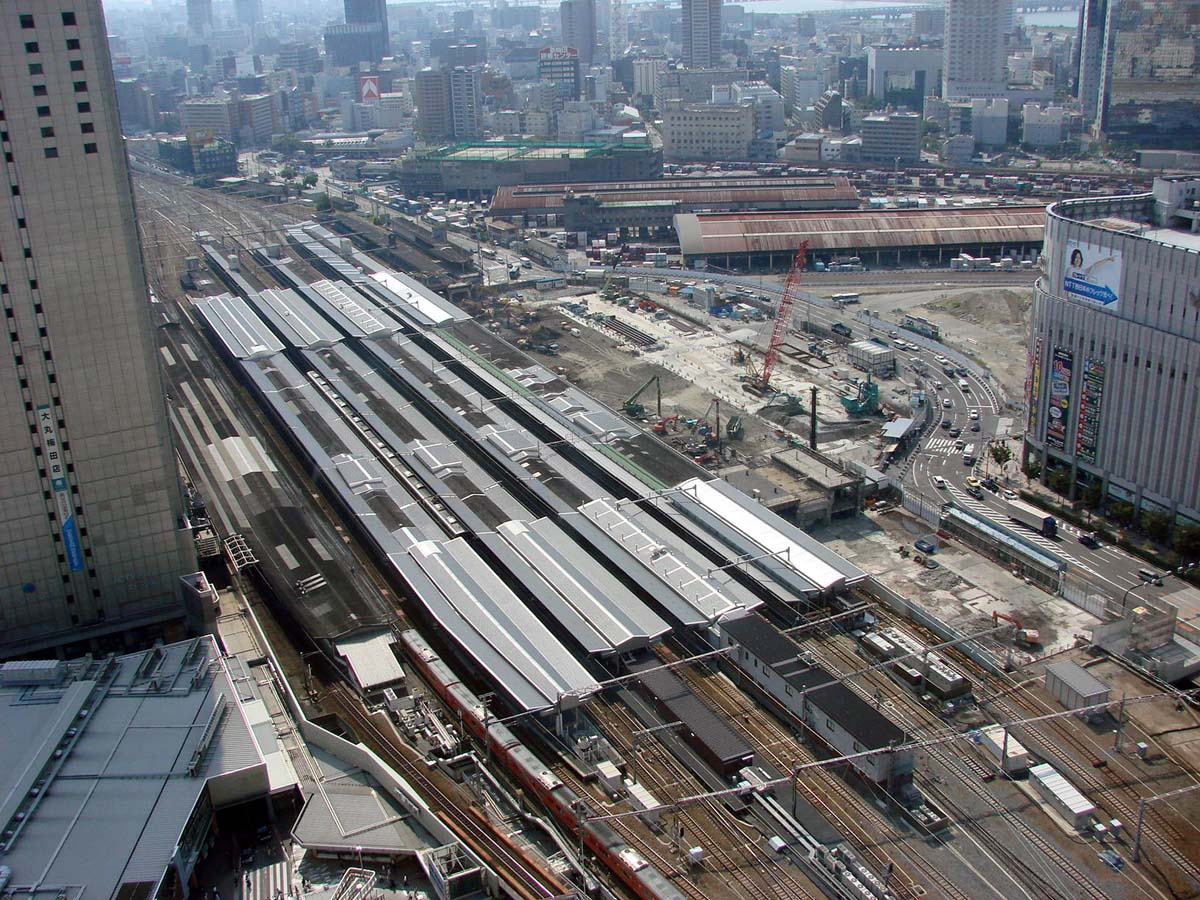
August 2007
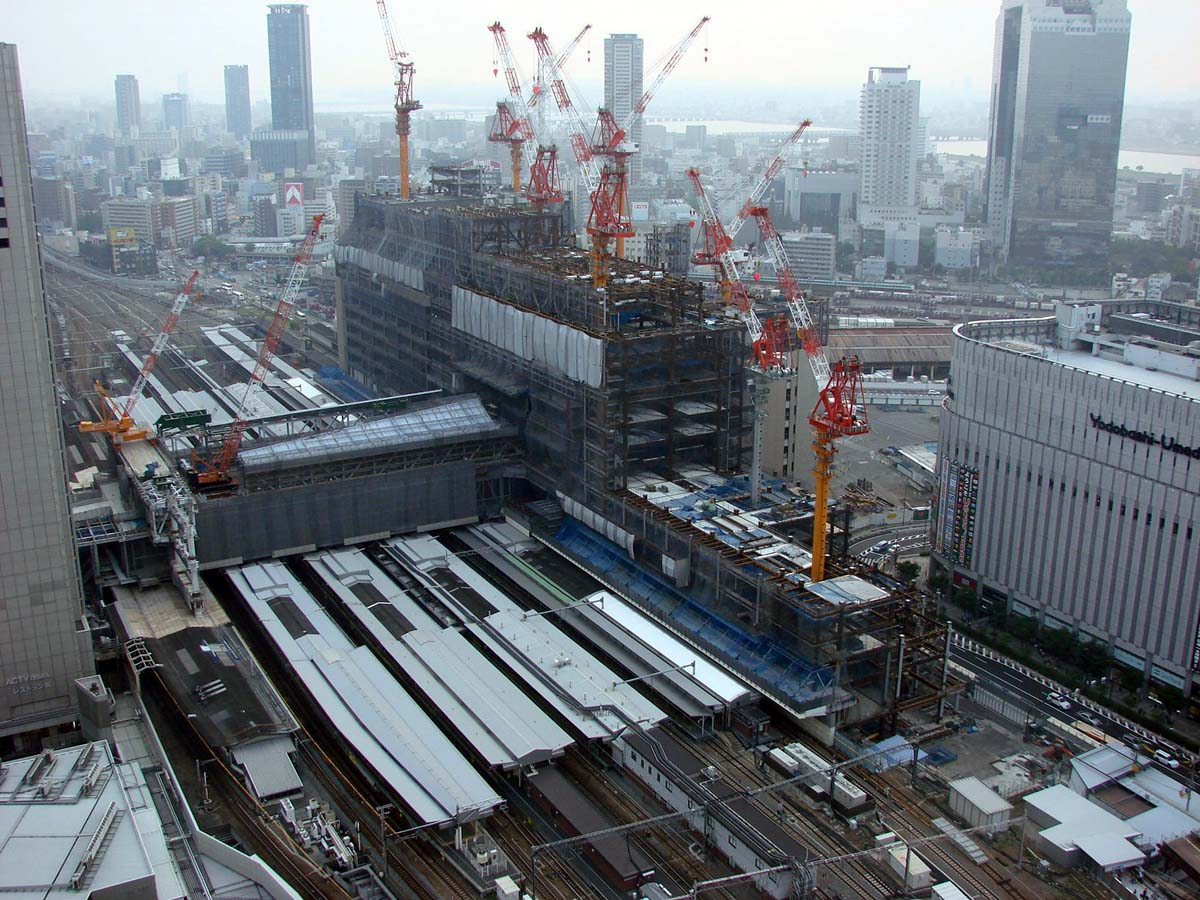
Juni 2009
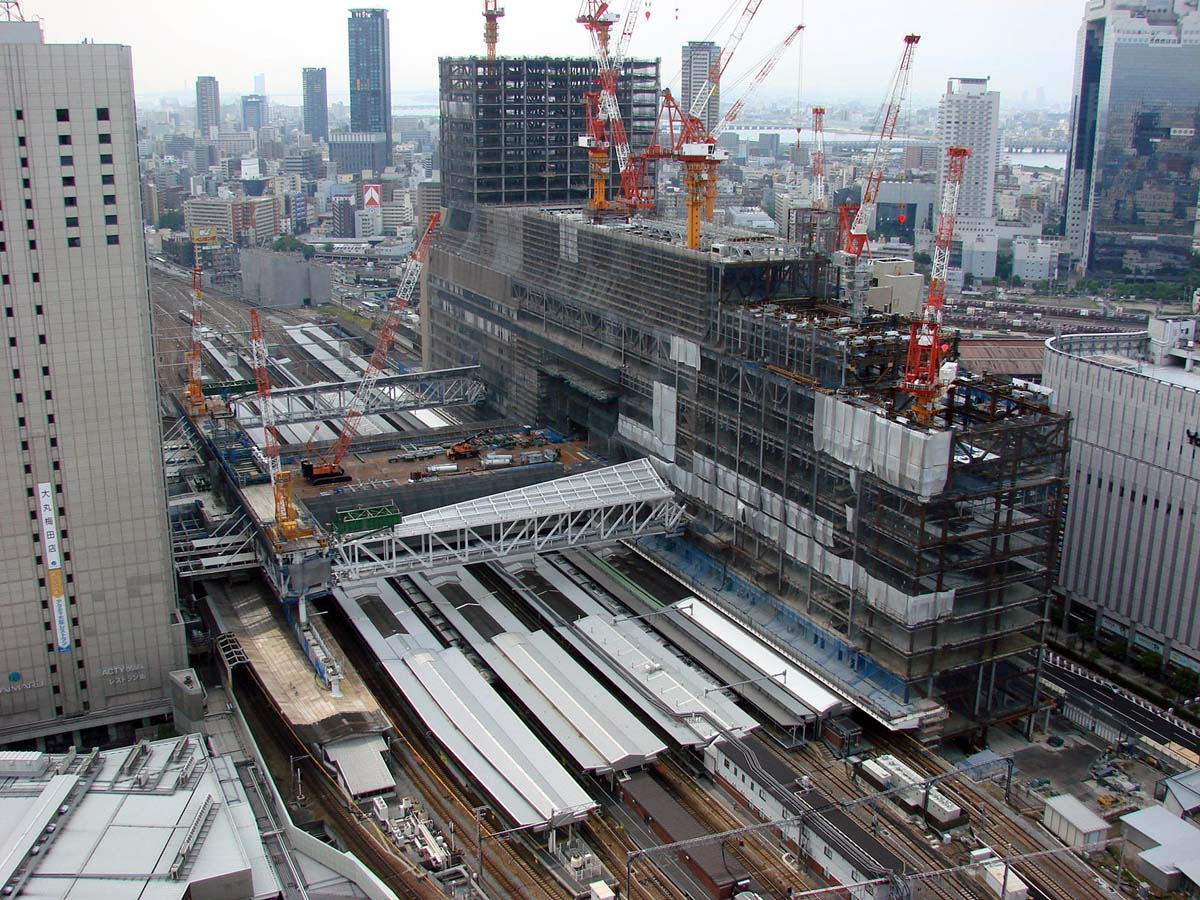
September 2009
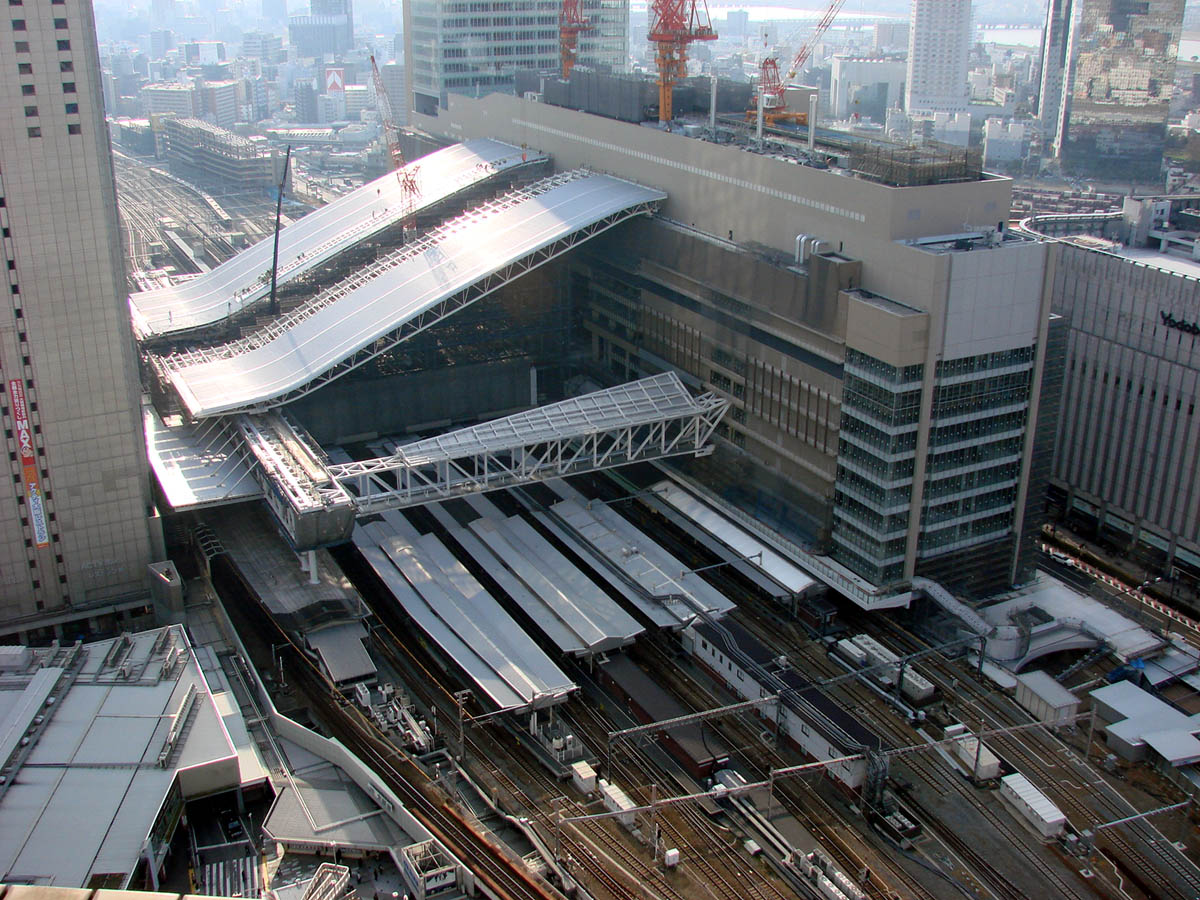
März 2010
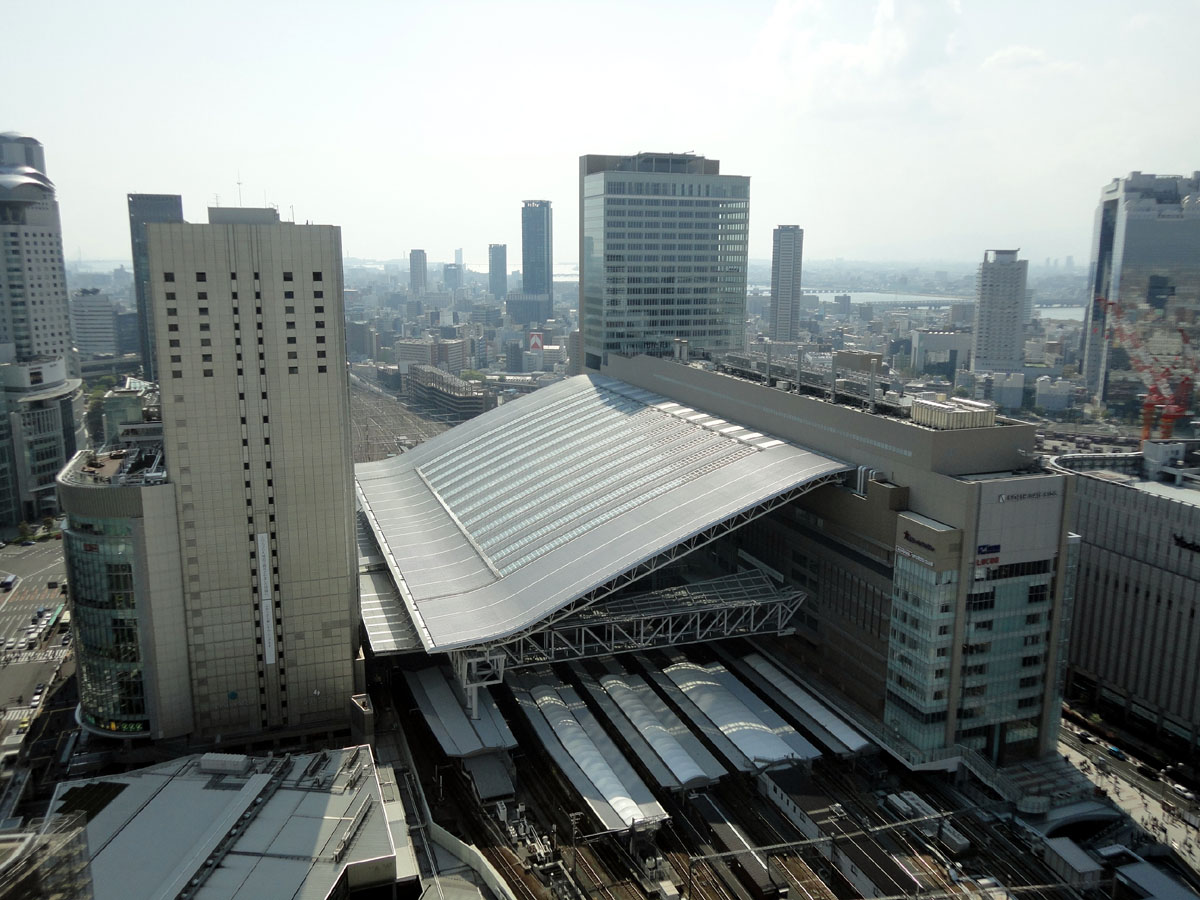
April 2011